# Shinya Takahashi
Shinya Takahashi (高橋伸也; Kyoto, 9 novembre 1963) è un manager giapponese, direttore generale e supervisore della divisione di sviluppo di Nintendo.
Prima di diventare il direttore di Nintendo EPD, Takahashi ha lavorato prima come produttore, poi come direttore per Nintendo Software Planning & Development.

## Carriera
Nella sua carriera Takahashi ha preso parte allo sviluppo della maggioranza dei giochi first-party di Nintendo.
- Donkey Kong Country Returns HD (2025) - General Producer
- Luigi's Mansion 2 HD (2024) - General Producer
- Mario Kart 8 Deluxe: Pass percorsi aggiuntivi (2023) - General Producer
- The Legend of Zelda: Tears of the Kingdom (2023) - General Producer
- Fire Emblem: Engage (2023) - General Producer
- The Legend of Zelda: Twilight Princess HD (2016) - Senior Producer
- Mario Tennis: Ultra Smash (2015) - General Producer
- Super Mario 64 DS (2004) - Character Design e Supervisione
- Mario Kart: Double Dash!! (2003) - Producer
- Mario Artist: Talent Studio (2000) - Motion Capture
- Pokémon Stadium 2 (1999) - Design Director
- Pokémon Stadium (1998) - Design Director
- The Legend of Zelda: Ocarina of Time (1998) - Motion Capture
- Wrecking Crew '98 (1998) - Director
- Super Mario RPG (1996) - CG Artist

## Nintendo Direct
Shinya Takahashi è il presentatore ufficiale dei Nintendo Direct, venendo affiancato, a volte, da Yoshiaki Koizumi.